# Pseudoselago quadrangularis
Pseudoselago quadrangularis är en flenörtsväxtart som först beskrevs av Jacques Denys Denis Choisy, och fick sitt nu gällande namn av O.M. Hilliard. Pseudoselago quadrangularis ingår i släktet Pseudoselago och familjen flenörtsväxter. Inga underarter finns listade i Catalogue of Life.